# K. Tompa Artúr

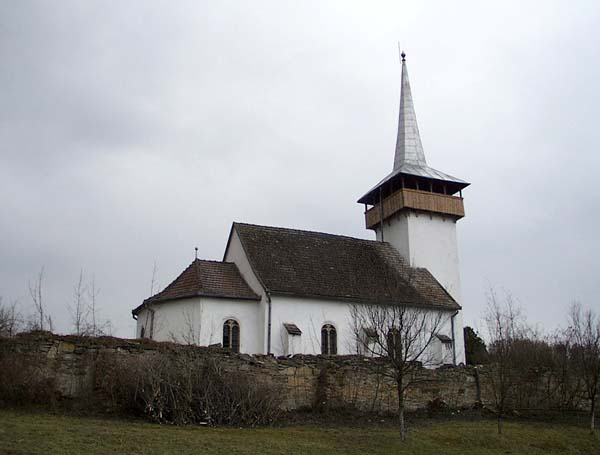
Református templom (Kendilóna)

K. Tompa Artúr (Kolozsvár, 1872. október 24. – Kendilóna, 1944. október 22.) erdélyi magyar gazdasági újságíró és református egyházi író.

## Életútja
Iskolai tanulmányait a kolozsvári Római Katolikus Főgimnáziumban végezte, ott is érettségizett 1891-ben; a kolozsmonostori Gazdasági Akadémián mérnöki (1894), s ugyanott a mezőgazdasági tudományokból doktori diplomát is szerzett (1907). Közben egy szőlészeti és borászati tanfolyamot is végzett Budapesten (1898), majd a bölcsészdoktori oklevelet is megszerezte ugyanott 1900-ban. Később (1915) szintén Budapesten természetrajz, vegytan, földrajz szakos tanári oklevelet is nyert. 1915-től a kolozsvári Református Kollégiumban volt helyettes tanár. Az első világháború után Kolozsváron, a Református Teológián elvégzett egy lévitai tanfolyamot (1922) s később ugyanott lelkészi képesítést is szerzett (1932). Helyettes, később rendes lelkész volt Kendilónán. 1944 őszén, a front átvonulása utáni zavaros időkben egy, a faluba visszatért vasgárdista csendőrőrmester meggyilkolta a falu 72 éves református papját, Tompa Artúrt feleségével és két sógornőjével együtt.

## Munkássága
1918–28 között a Kis Tükörben, Az Útban szőlészeti, mezőgazdasági témájú írásokat közölt. A Református Szemlében megjelent írásai:
- Vallásoktatásunk reformjához (1922);
- A vasárnapi iskoláról (1924);
- Világkálvinizmus és világkeresztyénség (1925);
- Dr. Clark E. Ferenc (1927);
- Luther önvallomása nagy élményéről (1936);
- Az egyházi teherhordozás kérdéséhez (1936).

Ugyancsak a Református Szemle közölte 1925-ben öt folytatásban, az ő fordításában J. Pollektől A C. E. Keresztyén Szövetség Kis Kátéját.